# Peter Trotzenfelt
Peter Trotzenfelt, tidigare Trotzig, född 5 december 1613 i Stockholm, död 3 oktober 1679 i Stockholm, var en svensk borgmästare.

## Biografi
Peter Trotzenfelt föddes 1613 i Stockholm. Han var son till handelsmannen Mårten Trotzig och Carin Hansdotter (Svan). Trotzenfelt arbetade som köpman i Holland och blev 1646 svensk faktor i Amsterdam. Den 27 augusti 1651 utnämndes han assessor i generalkommerskollegium i Stockholm, men tillträdde aldrig tjänsten. Han blev 20 december 1661 svensk kommissarie hos generalstaterna. Trotzenfelt blev 16 juni 1666 handelsborgmästare i Stockholm. Han adlades 2 april 1669 till Trotzenfelt och introducerade i riddarhus 1672 som nummer 819. Trotzenfelt avled 1679 i Stockholm och begravningen ägde rum 13 juni 1680 i Jacobs kyrka. Han begravdes sedan i Solna kyrka där hans vapen sattes upp i kyrkan.

### Familj
Trotzenfelt gifte sig första gången 3 december 1647 med Catharina van Beerken (död 1664). Hon var dotter till borgaren Claes van Beerken i Amsterdam. De fick tillsammans barnen Mårten Trotzenfelt, Catharina Trotzenfelt (död 1710) som var gift med häradshövdingen Johan Svanehielm och Niklas Trotzenfelt.
Trotzenfelt gifte sig andra gången 13 april 1671 med Christina Leneae Clo (död 1719). Hon var dotter till ärkebiskopen Johannes Canuti Lenaeus och Catharina Könick. Christina Leneae Clo var änka efter överhovpredikanten Abel Kock. Trotzenfelt och Clo fick tillsammans sonen ryttmästaren Filip Trotzenfelt (död 1733) vid Skånska tremänningskavalleriregementet.